# 第一书记 (中国)
第一书记是中国共产党地方组织负责人、部分军队组织负责人和中国共青团主要负责人的职称，也是部分政党最高领导人（政党领袖）的职务。

## 中共地方组织负责人
自1950年代起，中国共产党的地方组织从省、自治区、直辖市到地、县、乡镇各级党委以至党支部，都设置了“第一书记”（有的还有“第二书记”、“第三书记”等）的职务。其间，各级党委主要负责人都称第一书记，其他领导成员分别称第二书记、第三书记、书记等等。这种党内职务的设置，一直延续到1987年10月中共十三大才正式废止。
省、自治区、直辖市党委中，最早设立第一书记的是中共上海市委。中华人民共和国初期，中共中央华东局直接领导上海市的工作，一度用过中共中央华东局暨上海市委员会的名称。1950年1月，中共中央决定中共上海市委与中共中央华东局领导机构分开。当时的中共中央华东局第二书记、上海市市长陈毅任中共上海市委第一书记。
1982年9月，中共十二大召开，大会通过的《中国共产党章程》首次完整规定了中国共产党的领导原则，进一步强调了民主集中制，禁止一切形式的个人崇拜。根据《中国共产党章程》规定，中共中央不再设主席，仅设总书记。大会决定设立中央顾问委员会。各级地方党委常委组成由原先的第一书记、第二书记、常务书记、书记等等以及副书记、常委，改成书记、副书记、常委。其中，各省、自治区、直辖市党委均在1982年以后，省级党委换届、调整时按照上述办法改换，但时间有先后，步骤有一步到位和逐步实现两种。
各省、自治区、直辖市党委改换情况如下：
| 省级党委                         | 改换时间   | 改前 | 改后                                                                  |
| -------------------------------- | ---------- | --- | --------------------------------------------------------------------- |
| 中国共产党北京市委员会           | 1984年8月  | 第一书记：李锡铭 书记：陈希同、赵鹏飞                                                                                     | 书记：李锡铭、陈希同 副书记：贾春旺、金鉴、徐惟诚                     |
| 中国共产党北京市委员会           | 1987年12月 | —— | 书记：李锡铭 副书记：陈希同、徐惟诚、李其炎                           |
| 中国共产党天津市委员会           | 1984年10月 | 第一书记：陈伟达 书记：张再旺、李瑞环、吴振、谭绍文                                                                       | 书记：倪志福 副书记：张再旺、李瑞环、吴振、谭绍文                     |
| 中国共产党河北省委员会           | 1985年5月  | 第一书记：高扬 书记：张曙光、邢崇智、高占祥、解峰                                                                         | 书记：邢崇智 副书记：张曙光、高占祥、解峰                             |
| 中国共产党山西省委员会           | 1983年3月  | 第一书记：霍士廉 第二书记：罗贵波 常务书记：李立功 书记：王庭栋、王克文、武光汤、赵雨亭、贾俊、朱卫华、阮泊生             | 书记：李立功 副书记：李修仁、王森浩、王克文                           |
| 中国共产党内蒙古自治区委员会     | 1984年12月 | 第一书记：周惠 副书记：布赫、千奋勇、巴图巴根                                                                             | 书记：周惠 副书记：布赫、千奋勇、巴图巴根、田聪明                     |
| 中国共产党辽宁省委员会           | 1985年6月  | 第一书记：郭峰 书记：戴苏理、李铁映、全树仁、孙维本、徐少甫                                                               | 书记：李贵鲜 副书记：全树仁、孙维本、李长春                           |
| 中国共产党吉林省委员会           | 1985年5月  | 第一书记：强晓初 书记：高狄、赵修、刘敬之                                                                                 | 书记：高狄 副书记：王先进、高德占、王忠禹                             |
| 中国共产党黑龙江省委员会         | 1983年2月  | 第一书记：杨易辰 第二书记：李力安 书记：陈雷、陈俊生、侯捷                                                                | 书记：李力安、陈雷、陈俊生、侯捷                                      |
| 中国共产党黑龙江省委员会         | 1983年7月  | —— | 书记：李力安 副书记：陈雷、陈俊生、侯捷                               |
| 中国共产党上海市委员会           | 1985年6月  | 第一书记：陈国栋 第二书记：胡立教 书记：杨堤、汪道涵、阮崇武                                                              | 书记：芮杏文 副书记：江泽民、杨堤、阮崇武、黄菊、吴邦国               |
| 中国共产党江苏省委员会           | 1983年3月  | 第一书记：许家屯 第二书记：柳林 书记：韩培信、顾秀莲、周泽                                                                | 书记：韩培信 副书记：沈达人、顾秀莲、孙颔、周泽                       |
| 中国共产党浙江省委员会           | 1983年3月  | 第一书记：铁瑛 书记：李丰平、陈作霖 副书记：王芳、张敬堂、薛驹、崔健                                                      | 书记：王芳 副书记：薛驹、陈法文、吴敏达                               |
| 中国共产党安徽省委员会           | 1983年3月  | 代理第一书记：周子健 书记：周子健、王光宇、杨蔚屏、苏羽、严佑民、苏华、袁振                                               | 书记：黄璜 副书记：杨海波、王郁昭、袁振、王光宇、史钧杰               |
| 中国共产党福建省委员会           | 1985年7月  | 第一书记：项南 常务书记：胡宏 书记：程序、胡平                                                                            | 书记：项南 副书记：胡平                                               |
| 中国共产党江西省委员会           | 1985年6月  | 第一书记：白栋材 书记：赵增益、许勤                                                                                       | 书记：万绍芬 副书记：刘方仁、倪献策、许勤                             |
| 中国共产党山东省委员会           | 1983年7月  | 书记：苏毅然、秦合珍、李振、赵林、高克亭、高启云、李子超、武开章、王金山、梁步庭                                          | 书记：苏毅然 副书记：陆懋增、李昌安、李振、姜春云                     |
| 中国共产党河南省委员会           | 1983年2月  | 第一书记：刘杰 书记：赵文甫、张树德、于一川、李宝光、韩劲草、于明涛                                                       | 书记：刘杰 副书记：于明涛、刘正威、何竹康、罗干                       |
| 中国共产党湖北省委员会           | 1983年1月  | 第二书记：韩宁夫 常务书记：王全国 书记：黄知真、黎韦、沈因洛                                                              | 书记：关广富、王全国、黄知真、沈因洛 副书记：王群、钱运录             |
| 中国共产党湖北省委员会           | 1983年12月 | —— | 书记：关广富 副书记：王全国、黄知真、沈因洛、王群、钱运录             |
| 中国共产党湖南省委员会           | 1985年6月  | 第一书记：毛致用 书记：刘夫生、焦林义、熊清泉、刘正                                                                       | 书记：毛致用 副书记：熊清泉、刘正、刘夫生                             |
| 中国共产党广东省委员会           | 1985年7月  | 第一书记：任仲夷 书记：林若、梁灵光、谢非、吴南生、王宁                                                                   | 书记：林若 副书记：叶选平、谢非、王宁、郭荣昌                         |
| 中国共产党广西壮族自治区委员会   | 1985年6月  | 第一书记：乔晓光 书记：刘重桂 副书记：韦纯束、黄云、金宝生、陈辉光、陶爱英                                                | 书记：陈辉光 副书记：韦纯束、金宝生、陶爱英                           |
| 中国共产党四川省委员会           | 1982年12月 | 第一书记：谭启龙 第二书记：鲁大东 常务书记：杨汝岱 书记：许梦侠、杜心源、杨超、杨万选、王黎之、刘西尧、何郝炬、天宝、王谦 | 书记：杨汝岱 副书记：杨析综、聂荣贵、冯元蔚                           |
| 中国共产党贵州省委员会           | 1985年3月  | 第一书记：池必卿 书记：朱厚泽、苏钢、王朝文                                                                               | 书记：朱厚泽 副书记：王朝文、丁廷模                                   |
| 中国共产党云南省委员会           | 1985年7月  | 第一书记：安平生 书记：普朝柱、赵延光、刘树生、梁家                                                                       | 书记：普朝柱 副书记：和志强、朱志辉、李树基、刘树生                   |
| 中国共产党西藏自治区委员会       | 1985年6月  | 第一书记：阴法唐 书记：热地、多杰才旦、杨岭多吉、巴桑 副书记：李文珊、毛如柏                                              | 书记：伍精华 副书记：热地、多杰才旦、杨岭多吉、巴桑、李文珊、毛如柏   |
| 中国共产党陕西省委员会           | 1984年8月  | 第一书记：马文瑞 书记：李溪溥、曾慎达、李庆伟、周雅光、董继昌                                                             | 书记：白纪年、李溪溥、曾慎达、李庆伟、周雅光、董继昌                  |
| 中国共产党陕西省委员会           | 1984年11月 | —— | 书记：白纪年 副书记：李庆伟、李溪溥、曾慎达、周雅光、董继昌、牟玲生   |
| 中国共产党甘肃省委员会           | 1983年3月  | 第一书记：冯纪新 书记：肖华、李登瀛、王秉祥 副书记：肖剑光、葛士英、陈煦、刘冰、郭洪超、李子奇                            | 书记：李子奇 副书记：陈光毅、刘冰、贾志杰                             |
| 中国共产党青海省委员会           | 1983年2月  | 常务书记：张国声 书记：扎西旺徐、赵海峰、黄静波                                                                           | 书记：赵海峰、黄静波、马万里 副书记：宦爵才郎、刘枫                   |
| 中国共产党青海省委员会           | 1985年7月  | 书记：赵海峰、黄静波、马万里 副书记：宦爵才郎、刘枫、刘贵谦                                                               | 书记：尹克升 副书记：宦爵才郎、刘枫、宋瑞祥                           |
| 中国共产党宁夏回族自治区委员会   | 1983年7月  | 第一书记：李学智 书记：黑伯理 副书记：申效曾、李恽和、郝廷藻                                                              | 书记：李学智 副书记：黑伯理、郝廷藻、李恽和、申效曾                   |
| 中国共产党新疆维吾尔自治区委员会 | 1985年10月 | 第一书记：王恩茂 书记：司马义·艾买提、铁木尔·达瓦买提、祁果、李嘉玉、贾那布尔                                             | 书记：宋汉良 副书记：铁木尔·达瓦买提、贾那布尔、郝寿山、阿木冬·尼牙孜 |

## 中共部分军队组织负责人
《中国人民解放军政治工作条例》规定：“省军区（卫戍区、警备区）、军分区（警备区）、县（市、区）人民武装部和预备役部队，实行军队系统和地方党的委员会的双重领导制度。……党的省军区（卫戍区、警备区）、军分区（警备区）、县（市、区）人民武装部委员会，党的预备役师、旅、团和其他相当等级单位的委员会设立第一书记。党的省军区（卫戍区、警备区）、军分区（警备区）委员会和县（市、区）人民武装部委员会第一书记，由同级党的地方委员会书记兼任。党的预备役师、旅、团委员会第一书记，由同级或上级党的地方委员会领导成员兼任”。

## 中国共青团主要负责人
《中国共产主义青年团章程》规定：“团的全国领导机关，是团的全国代表大会和它产生的中央委员会。团的中央委员会全体会议选举常务委员若干人，组成常务委员会；选举第一书记一人和书记若干人，组成书记处。中央委员会全体会议由常务委员会召集，每年至少举行一次。在中央委员会全体会议和常务委员会闭会期间，书记处行使中央委员会的职权”。

## 驻村第一书记
部分省、市、自治区设有驻村第一书记，由省（直辖市、自治区）、地（市、州）、县（市、区、旗）三级机关企事业单位选派至贫困村或党组织软弱涣散村，对村党组织工作负第一责任，不占村“两委”班子职数，不参加换届选举，由县（市、区、旗）党委组织部、乡镇党委和派出单位共同管理，对其他类型村可根据实际选派。